# Клубний чемпіонат світу з футболу 2025 (склади)
Усі 32 клуби, що беруть участь у клубному чемпіонат світу з футболу 2025 року, повинні були зареєструвати склади від 26 до 35 гравців, включаючи трьох воротарів. Тільки футболісти з цих заявок мали право брати участь у турнірі.
Позиція, вказана для кожного гравця, відповідає офіційному, опублікованому ФІФА. Вік кожного гравця вказано станом на 14 червня 2025 року, перший день турніру. Громадянство кожного гравця відображає національну збірну, за яку він має право грати, згідно з правилами ФІФА.

## Регламент
Кожен клуб мав подати до ФІФА попередній список гравців, що складався від 26 до 50 гравців, включаючи чотирьох воротарів. ФІФА не оприлюднювала попередні списки, дозволяючи вносити зміни до остаточного списку (включаючи новозареєстрованих гравців). З 1 по 10 червня 2025 року національні асоціації всіх клубів-учасників запровадили додаткове трансферне вікно, щоб дозволити реєстрацію новопідписаних гравців. За чотири дні до матчу-відкриття турніру, тобто до 10 червня, усі команди мали оголосити остаточний список, щонайменше з 26 і максимум 35 гравців від кожного клубу. ФІФА опублікувала остаточні списки на своєму вебсайті 11 червня. Під час змагань клуби могли вносити зміни до свого остаточного списку з 27 червня по 3 липня, якщо національна асоціація клубу має відкрите трансферне вікно протягом цього періоду. Однак, жоден гравець не може виступати за два клуби протягом турніру. У випадку, якщо воротар зі списку команди отримає травму або захворіє до або під час турніру, цього гравця можна замінити в будь-який час. Лікар клубу та головний медичний відділ турніру ФІФА повинні підтвердити, що травма або хвороба є достатньо серйозною, щоб перешкодити гравцеві брати участь у турнірі.
Гравці можуть використовувати у заявці номери від 1 до 99, за умови, що вони зареєстровані з таким самим номером в останньому сезоні національного чемпіонату. Хоча клуби можуть заявити на турнір до 35 гравців, для участі в кожному матчі можуть бути обрані лише 26 гравців (11 гравців стартового складу та 15 запасних).
Оскільки турнір починається через чотири дні після завершення міжнародного вікна збірних від ФІФА, команди могли прибути на цей турнір лише за три-п'ять днів до свого першого матчу. Такий розклад критикували за те, що гравцям не надавалося достатньо відпочинку перед початком змагань.
Протягом турніру клуби-учасники не зобов'язані відпускати гравців до своїх національних збірних для участі в турнірах календаря ФІФА (зокрема, на Золотий кубок КОНКАКАФ 2025 року, що теж проходив у цей же час у США). Однак, клуби все ще були зобов'язані відпускати гравців для міжнародного вікна безпосередньо перед турніром, з 2 по 10 червня 2025 року.
Щоб мати право на участь у турнірі, усі гравці кожної команди повинні бути належним чином зареєстровані у своєму клубі відповідно до правил ФІФА та відповідної національної асоціації. Клуби також зобов'язані виставляти свої найсильніші команди на всі матчі.
Потенційний вплив трансферів на турнір був поставлений під сумнів, оскільки трансферне вікно буде відкрите в багатьох лігах під час турніру, і таким чином гравці турніру потенційно можуть переходити до іншого клубу по ходу змагань. Крім того, контракти багатьох гравців у Європі закінчуються 30 червня, що може вплинути на участь деяких гравців. З огляду на це, у жовтні 2024 року Рада ФІФА завершила переговорні правила для турніру з метою «максимально можливого вирівнювання невідповідностей, що виникають через різницю в реєстраційних періодах та розкладі внутрішніх сезонів між клубами-учасниками». Таким чином, усім національним асоціаціям клубів-учасників було надано можливість відкрити позачергове вікно реєстрації з 1 по 10 червня 2025 року, яке поширюється на всі клуби відповідної асоціації. Це дозволяє клубам реєструвати нових гравців до початку змагань, замість того, щоб бути обмеженими звичайними датами трансферного вікна, яке зазвичай відкривається 1 липня. Хоча відкриття додаткового вікна залишалося повністю на розсуд національних асоціацій, усі двадцять асоціацій з клубами-учасниками зробили це.
Крім того, оскільки трансферне вікно для багатьох асоціацій відкривається під час турніру, клуби можуть вносити зміни до остаточного списку в період з 27 червня по 3 липня 2025 року за таких умов:
- Клуби можуть замінити гравців, контракти яких закінчилися під час турніру.
- Клуби можуть зареєструвати до двох додаткових гравців до свого остаточного списку, але це не враховується в ліміт у 35 гравців.
- Загалом можна додати не більше шести гравців.
- Будь-який доданий гравець повинен бути зареєстрований у своєму клубі у відповідній національній асоціації протягом стандартного вікна реєстрації цієї асоціації.
- Будь-який доданий гравець зможе зіграти в наступному матчі лише за умови, що ФІФА отримає повідомлення про це щонайменше за 48 годин до початку.

Однак для гравців та тренерів, контракти яких закінчуються, або трансфери яких заплановані під час турніру, метою ФІФА було «знайти відповідне рішення для сприяння участі гравців».
Хоча гравці зазвичай можуть бути зареєстровані лише у трьох клубах протягом одного сезону та мати право грати офіційні матчі за два клуби протягом цього періоду, матчі на клубному чемпіонаті світу не враховуються цим обмеженням. Якби два клуби включили одного й того ж гравця до своїх відповідних попередніх списків, генеральний секретаріат ФІФА вирішив би, який клуб представлятиме гравець, після вислуховування всіх зацікавлених сторін. Хоча клуби можуть вносити зміни до свого остаточного списку під час змагань, жоден гравець не може представляти кілька клубів протягом турніру.

## Група А

### Аль-Аглі
Головний тренер:  Хосе Рівейро
Єгипетський клуб «Аль-Ахлі» оголосив свій остаточний склад, у який потрапило 28 гравців.
| №  | Поз. | Нац.      | Гравець                 |
| -- | ---- | --------- | ----------------------- |
| 1  | ВР   | Єгипет    | Мохамед Ель-Шенаві (к.) |
| 2  | ЗХ   | Єгипет    | Халед Абдельфаттах      |
| 3  | ЗХ   | Єгипет    | Омар Камаль             |
| 4  | ЗХ   | Єгипет    | Ахмед Рамадан           |
| 5  | ПЗ   | Туніс     | Мохамед Алі Бен-Ромдан  |
| 6  | ЗХ   | Єгипет    | Яссер Ібрагім           |
| 7  | ПЗ   | Єгипет    | Трезеге                 |
| 8  | ПЗ   | Єгипет    | Хамді Фатхі             |
| 9  | НП   | Палестина | Вессам Абу-Алі          |
| 10 | НП   | Словенія  | Нейц Градішар           |
| 11 | ЗХ   | Єгипет    | Карім Ель-Дебес         |
| 13 | ПЗ   | Єгипет    | Марван Аттія            |
| 14 | ПЗ   | Єгипет    | Хуссейн Аль-Шахат       |
| 15 | ЗХ   | Марокко   | Ашраф Дарі              |

| №  | Поз. | Нац.    | Гравець           |
| -- | ---- | ------- | ----------------- |
| 17 | ПЗ   | Марокко | Ашраф Беншаркі    |
| 19 | ПЗ   | Єгипет  | Мохамед Магді     |
| 22 | ПЗ   | Єгипет  | Емам Ашур         |
| 23 | ПЗ   | Малі    | Алью Дьєнг        |
| 24 | ПЗ   | Єгипет  | Ахмед Реда Хашем  |
| 25 | ПЗ   | Єгипет  | Зізо              |
| 26 | ВР   | Єгипет  | Мохамед Сеха      |
| 27 | ЗХ   | Єгипет  | Мостафа Ель-Ааш   |
| 29 | ПЗ   | Єгипет  | Тахер Мохамед     |
| 30 | ЗХ   | Єгипет  | Мохамед Хані      |
| 31 | ВР   | Єгипет  | Мустафа Шобаїр    |
| 36 | ПЗ   | Єгипет  | Ахмед Набіль Кока |
| 37 | ВР   | Єгипет  | Мостафа Махлуф    |
| 54 | ЗХ   | Марокко | Ях'я Аттіят Аллах |

### Інтер Маямі
Головний тренер:  Хав'єр Маскерано
Американський клуб «Інтер Маямі» оголосив остаточний склад, у який потрапило 29 гравців.
| №  | Поз. | Нац.      | Гравець              |
| -- | ---- | --------- | -------------------- |
| 1  | ВР   | США       | Дрейк Каллендер      |
| 2  | ЗХ   | Аргентина | Гонсало Лухан        |
| 5  | ПЗ   | Іспанія   | Серхіо Бускетс       |
| 6  | ЗХ   | Аргентина | Томас Авілес         |
| 7  | НП   | Гаїті     | Фафа Піко            |
| 8  | ПЗ   | Венесуела | Теласко Сеговія      |
| 9  | НП   | Уругвай   | Луїс Альберто Суарес |
| 10 | НП   | Аргентина | Ліонель Мессі (к.)   |
| 11 | ПЗ   | Аргентина | Балтасар Родрігес    |
| 14 | ЗХ   | Парагвай  | Давід Мартінес       |
| 15 | ЗХ   | США       | Раян Сейлор          |
| 17 | ЗХ   | США       | Іен Фрей             |
| 18 | ЗХ   | Іспанія   | Жорді Альба          |
| 19 | ВР   | Аргентина | Оскар Устарі         |
| 21 | НП   | Аргентина | Тадео Альєнде        |

| №  | Поз. | Нац.                     | Гравець              |
| -- | ---- | ------------------------ | -------------------- |
| 22 | НП   | Бразилія                 | Лео Афонсо           |
| 25 | ВР   | США                      | Вільям Ярбро         |
| 26 | ЗХ   | США                      | Тайлер Холл          |
| 29 | НП   | Еквадор                  | Аллен Обандо         |
| 30 | ПЗ   | США                      | Бенджамін Кремаскі   |
| 32 | ЗХ   | Греція                   | Ноа Аллен            |
| 34 | ВР   | Аргентина                | Рокко Ріос Ново      |
| 37 | ЗХ   | Уругвай                  | Максиміліано Фалькон |
| 41 | ПЗ   | Гондурас                 | Давід Руїс           |
| 42 | ПЗ   | Італія                   | Яннік Брайт          |
| 55 | ПЗ   | Аргентина                | Федеріко Редондо     |
| 57 | ЗХ   | Аргентина                | Марсело Вайгандт     |
| 62 | ЗХ   | Домініканська Республіка | Ісраель Ботрайт      |
| 81 | ПЗ   | США                      | Сантьяго Моралес     |

### Палмейрас
Головний тренер:  Абел Феррейра
Бразильський клуб «Палмейрас» оголосив остаточний склад, у який потрапило 29 гравців.
| №  | Поз. | Нац.      | Гравець            |
| -- | ---- | --------- | ------------------ |
| 1  | ВР   | Бразилія  | Матеус             |
| 2  | ЗХ   | Бразилія  | Маркос Роша        |
| 3  | ЗХ   | Бразилія  | Бруно Фукс         |
| 4  | ЗХ   | Аргентина | Агустін Джай       |
| 5  | ПЗ   | Аргентина | Анібаль Морено     |
| 6  | ЗХ   | Бразилія  | Вандерлан          |
| 7  | ПЗ   | Бразилія  | Феліпе Андерсон    |
| 8  | ПЗ   | Колумбія  | Річард Ріос        |
| 9  | НП   | Бразилія  | Вітор Роке         |
| 10 | НП   | Бразилія  | Паулінью           |
| 12 | ЗХ   | Бразилія  | Майке              |
| 13 | ЗХ   | Бразилія  | Мікаел             |
| 14 | ВР   | Бразилія  | Марсело Ломба      |
| 15 | ЗХ   | Парагвай  | Густаво Гомес (к.) |
| 17 | НП   | Уругвай   | Факундо Торрес     |

| №  | Поз. | Нац.      | Гравець            |
| -- | ---- | --------- | ------------------ |
| 18 | НП   | Бразилія  | Маурісіо           |
| 21 | ВР   | Бразилія  | Вевертон           |
| 22 | ЗХ   | Уругвай   | Хоакін Пікерес     |
| 23 | ПЗ   | Бразилія  | Рафаел Вейга       |
| 26 | ЗХ   | Бразилія  | Муріло             |
| 30 | ПЗ   | Бразилія  | Лукас Евангеліста  |
| 31 | НП   | Бразилія  | Луїжи              |
| 32 | ПЗ   | Уругвай   | Еміліано Мартінес  |
| 34 | ЗХ   | Бразилія  | Кайкі Навес        |
| 39 | НП   | Бразилія  | Таліс              |
| 40 | ПЗ   | Бразилія  | Аллан              |
| 41 | НП   | Бразилія  | Естеван            |
| 42 | НП   | Аргентина | Хосе Мануель Лопес |
| 43 | ЗХ   | Бразилія  | Луїс Бенедетті     |

### Порту
Головний тренер:  Мартін Ансельмі
Португальський клуб «Порту» оголосив остаточний склад, у який потрапило 34 гравці. 21 червня Самуел Портуґал у заявці був замінений на Гонсалу Рібейру.
| №  | Поз. | Нац.       | Гравець         |
| -- | ---- | ---------- | --------------- |
| 4  | ЗХ   | Бразилія   | Отавіо          |
| 5  | ЗХ   | Іспанія    | Іван Маркано    |
| 6  | ПЗ   | Канада     | Стівен Еуштакіу |
| 7  | НП   | Бразилія   | Вільям Гомес    |
| 9  | НП   | Іспанія    | Саму Омородіон  |
| 10 | ПЗ   | Португалія | Фабіу Вієйра    |
| 11 | НП   | Бразилія   | Пепе            |
| 12 | ЗХ   | Нігерія    | Заїду Санусі    |
| 14 | ВР   | Португалія | Клаудіу Рамуш   |
| 15 | ПЗ   | Португалія | Вашку Соуза     |
| 17 | ПЗ   | Іспанія    | Габрі Вейга     |
| 19 | НП   | Камерун    | Данні Намасо    |
| 20 | ПЗ   | Португалія | Андре Франку    |
| 22 | ПЗ   | Аргентина  | Алан Варела     |
| 23 | ЗХ   | Португалія | Жуан Маріу      |
| 24 | ЗХ   | Аргентина  | Неуен Перес     |
| 25 | ПЗ   | Аргентина  | Томас Перес     |
| 27 | НП   | Туреччина  | Деніз Гюль      |

| №  | Поз. | Нац.       | Гравець                        |
| -- | ---- | ---------- | ------------------------------ |
| 47 | НП   | Іспанія    | Анхель Аларкон                 |
| 51 | ВР   | Португалія | Діогу Фернандіш                |
| 52 | ЗХ   | Португалія | Мартін Фернандіш               |
| 68 | ПЗ   | Португалія | Андре Олівейра                 |
| 70 | НП   | Португалія | Ґонсалу Боржеш                 |
| 73 | ЗХ   | Португалія | Габріел Брас                   |
| 74 | ЗХ   | Португалія | Франсішку Моура                |
| 79 | НП   | Хорватія   | Леонардо Вонич                 |
| 86 | НП   | Португалія | Родрігу Мора                   |
| 87 | НП   | Колумбія   | Браян Кайседо                  |
| 88 | ПЗ   | Ангола     | Домінгуш Андраде               |
| 90 | ПЗ   | Португалія | Жил Мартінш                    |
| 91 | ВР   | Португалія | Гонсалу Рібейру (з 21 червня)  |
| 92 | ПЗ   | Португалія | Жуан Тейшейра                  |
| 94 | ВР   | Бразилія   | Самуел Портуґал (до 21 червня) |
| 97 | ЗХ   | Португалія | Зе Педру                       |
| 99 | ВР   | Португалія | Діогу Кошта (к.)               |

## Група В

### Атлетіко Мадрид
Головний тренер:  Дієго Сімеоне
Іспанський клуб «Атлетіко Мадрид» оголосив остаточний склад, у який потрапило 34 гравці.
| №  | Поз. | Нац.      | Гравець            |
| -- | ---- | --------- | ------------------ |
| 1  | ВР   | Аргентина | Хуан Муссо         |
| 2  | ЗХ   | Уругвай   | Хосе Марія Хіменес |
| 3  | ЗХ   | Іспанія   | Сесар Аспілікуета  |
| 4  | ПЗ   | Англія    | Конор Галлахер     |
| 5  | ПЗ   | Аргентина | Родріго Де Пауль   |
| 6  | ПЗ   | Іспанія   | Коке (к.)          |
| 7  | НП   | Франція   | Антуан Грізманн    |
| 8  | ПЗ   | Іспанія   | Пабло Барріос      |
| 9  | НП   | Норвегія  | Александер Серлот  |
| 10 | НП   | Аргентина | Анхель Корреа      |
| 11 | ПЗ   | Франція   | Тома Лемар         |
| 12 | ПЗ   | Бразилія  | Самуел Ліно        |
| 13 | ВР   | Словенія  | Ян Облак           |
| 14 | ПЗ   | Іспанія   | Маркос Льоренте    |
| 15 | ЗХ   | Франція   | Клеман Лангле      |
| 16 | ЗХ   | Аргентина | Науель Моліна      |
| 17 | ПЗ   | Іспанія   | Родріго Рікельме   |

| №  | Поз. | Нац.      | Гравець          |
| -- | ---- | --------- | ---------------- |
| 18 | НП   | Іспанія   | Карлос Мартін    |
| 19 | НП   | Аргентина | Хуліан Альварес  |
| 20 | ПЗ   | Бельгія   | Аксель Вітсель   |
| 21 | ЗХ   | Іспанія   | Хаві Галан       |
| 22 | НП   | Аргентина | Джуліано Сімеоне |
| 23 | ЗХ   | Мозамбік  | Рейнілду Мандава |
| 24 | ЗХ   | Іспанія   | Робен Ле Норман  |
| 27 | ЗХ   | Греція    | Іліас Костіс     |
| 29 | ПЗ   | Іспанія   | Хаві Серрано     |
| 30 | ЗХ   | Іспанія   | Хав'єр Боньяр    |
| 31 | ВР   | Іспанія   | Антоніо Гоміс    |
| 32 | НП   | Іспанія   | Адріан Ніньйо    |
| 34 | ВР   | Іспанія   | Сальві Есківель  |
| 37 | ПЗ   | Іспанія   | Хано Монсеррат   |
| 38 | ПЗ   | Іспанія   | Тауфік Сейду     |
| 40 | ПЗ   | Іспанія   | Раян Белаїд      |
| 47 | НП   | Іспанія   | Омар Джаннех     |

### Ботафого
Головний тренер:  Ренато Пайва
Бразильський клуб «Ботафого» оголосив остаточний склад, у який потрапило 35 гравців.
| №  | Поз. | Нац.      | Гравець             |
| -- | ---- | --------- | ------------------- |
| 1  | ВР   | Бразилія  | Раул                |
| 2  | ЗХ   | Бразилія  | Вітіньйо            |
| 4  | ЗХ   | Уругвай   | Матео Понте         |
| 5  | ПЗ   | Бразилія  | Даніло Барбоза      |
| 6  | ПЗ   | Бразилія  | Патрік де Паула     |
| 7  | НП   | Бразилія  | Артур               |
| 8  | ПЗ   | Аргентина | Альваро Монторо     |
| 9  | НП   | Бразилія  | Руан Круз           |
| 10 | ПЗ   | Венесуела | Джефферсон Саваріно |
| 11 | НП   | Бразилія  | Матеус Мартінс      |
| 12 | ВР   | Бразилія  | Джон Фуртадо        |
| 13 | ЗХ   | Бразилія  | Алекс Теллес        |
| 15 | ЗХ   | Ангола    | Баштуш              |
| 16 | НП   | Бразилія  | Натан Фернандес     |
| 17 | ПЗ   | Бразилія  | Марлон Фрейтас (к.) |
| 18 | ПЗ   | Бразилія  | Кауе                |
| 19 | НП   | Бразилія  | Кайке               |
| 20 | ЗХ   | Аргентина | Александер Барбоса  |

| №  | Поз. | Нац.      | Гравець               |
| -- | ---- | --------- | --------------------- |
| 21 | ЗХ   | Бразилія  | Фернандо Марсал       |
| 23 | ПЗ   | Уругвай   | Сантьяго Родрігес     |
| 24 | ВР   | Бразилія  | Лео Лінк              |
| 25 | ПЗ   | Бразилія  | Аллан                 |
| 26 | ПЗ   | Бразилія  | Грегоре               |
| 28 | ПЗ   | Бразилія  | Ньютон                |
| 30 | НП   | Аргентина | Хоакін Корреа         |
| 31 | ЗХ   | Бразилія  | Кайо Панталеан        |
| 32 | ЗХ   | Бразилія  | Жаїр Кунья            |
| 39 | НП   | Уругвай   | Гонсало Мастріані     |
| 40 | ВР   | Еквадор   | Крістіан Лоор         |
| 47 | НП   | Бразилія  | Жеффінью              |
| 57 | ЗХ   | Бразилія  | Давід Рікардо         |
| 66 | ЗХ   | Бразилія  | Куябано               |
| 77 | ПЗ   | Бразилія  | Кауан Ліндес          |
| 98 | НП   | Бразилія  | Артур Мендонса Кабрал |
| 99 | НП   | Бразилія  | Ігор Жезус            |

### Парі Сен-Жермен
Головний тренер:  Луїс Енріке
Французький клуб «Парі Сен-Жермен» оголосив остаточний склад, у який потрапило 27 гравців.
| №  | Поз. | Нац.           | Гравець               |
| -- | ---- | -------------- | --------------------- |
| 1  | ВР   | Італія         | Джанлуїджі Доннарумма |
| 2  | ЗХ   | Марокко        | Ашраф Хакімі          |
| 3  | ЗХ   | Франція        | Преснель Кімпембе     |
| 4  | ЗХ   | Бразилія       | Лукас Бералдо         |
| 5  | ЗХ   | Бразилія       | Маркіньйос (к.)       |
| 7  | НП   | Грузія         | Хвіча Кварацхелія     |
| 8  | ПЗ   | Іспанія        | Фабіан Руїс           |
| 9  | НП   | Португалія     | Гонсалу Рамуш         |
| 10 | НП   | Франція        | Усман Дембеле         |
| 14 | НП   | Франція        | Дезіре Дуе            |
| 17 | ПЗ   | Португалія     | Вітінья               |
| 19 | ПЗ   | Південна Корея | Лі Канін              |
| 20 | ПЗ   | Бразилія       | Габріел Москардо      |
| 21 | ЗХ   | Франція        | Лукас Ернандес        |

| №  | Поз. | Нац.       | Гравець            |
| -- | ---- | ---------- | ------------------ |
| 24 | ПЗ   | Франція    | Сенні Меюлю        |
| 25 | ЗХ   | Португалія | Нуну Мендіш        |
| 29 | НП   | Франція    | Бредлі Баркола     |
| 33 | ПЗ   | Франція    | Воррен Заїр-Емері  |
| 39 | ВР   | Росія      | Матвій Сафонов     |
| 42 | ЗХ   | Франція    | Йорам Заге         |
| 43 | ЗХ   | Франція    | Ноам Камара        |
| 45 | ЗХ   | Марокко    | Науфель Ель-Ханнаш |
| 49 | НП   | Франція    | Ібраїм Мбає        |
| 50 | ВР   | Франція    | Люка Лавалле       |
| 51 | ЗХ   | Еквадор    | Вільям Пачо        |
| 80 | ВР   | Іспанія    | Арнау Тенас        |
| 87 | ПЗ   | Португалія | Жуан Невіш         |

### Сіетл Саундерз
Головний тренер:  Браян Шметцер
Американський клуб «Сіетл Саундерз» оголосив остаточний склад, у який потрапило 26 гравців.
| №  | Поз. | Нац.       | Гравець          |
| -- | ---- | ---------- | ---------------- |
| 3  | ЗХ   | США        | Травіан Соуза    |
| 5  | ЗХ   | Камерун    | Нугу Толо        |
| 6  | ПЗ   | Бразилія   | Жуан Паулу       |
| 7  | ПЗ   | США        | Крістіан Ролдан  |
| 9  | НП   | США        | Хесус Феррейра   |
| 10 | НП   | Аргентина  | Педро де ла Вега |
| 11 | ПЗ   | Словаччина | Альберт Руснак   |
| 13 | НП   | США        | Джордан Морріс   |
| 14 | НП   | США        | Пол Ротрок       |
| 15 | ЗХ   | Ямайка     | Джон Белл        |
| 16 | ЗХ   | Сальвадор  | Алекс Ролдан     |
| 18 | ПЗ   | Мексика    | Обед Варгас      |
| 19 | НП   | США        | Денні Мусовскі   |

| №  | Поз. | Нац.           | Гравець             |
| -- | ---- | -------------- | ------------------- |
| 20 | ЗХ   | Південна Корея | Кім Кі Хі           |
| 21 | ПЗ   | США            | Рід Бейкер-Вайтінг  |
| 24 | ВР   | Швейцарія      | Штефан Фрай (к.)    |
| 25 | ЗХ   | США            | Джексон Рейген      |
| 26 | ВР   | США            | Ендрю Томас         |
| 28 | ЗХ   | Колумбія       | Єймар Гомес         |
| 29 | ВР   | США            | Джейкоб Кастро      |
| 33 | ЗХ   | США            | Коді Бейкер         |
| 75 | ПЗ   | США            | Денні Лейва         |
| 77 | НП   | Англія         | Раян Кент           |
| 85 | ЗХ   | США            | Калані Косса-Рієнзі |
| 93 | НП   | Кот-д'Івуар    | Георгі Мінунгу      |
| 95 | НП   | Гаяна          | Осазе Де Розаріо    |

## Група С

### Окленд-Сіті
Головний тренер:  Пол Поса / Іван Віцеліч (в.о.) 
Новозеландський клуб «Окленд Сіті» оголосив остаточний склад, у який потрапило 27 гравців.
| №  | Поз. | Нац.          | Гравець         |
| -- | ---- | ------------- | --------------- |
| 1  | ВР   | Нова Зеландія | Конор Трейсі    |
| 2  | ЗХ   | Нова Зеландія | Маріо Іліч (к.) |
| 3  | ЗХ   | Нова Зеландія | Адам Мітчелл    |
| 4  | ЗХ   | Нова Зеландія | Крістіан Грей   |
| 5  | ЗХ   | Нова Зеландія | Нікко Боксолл   |
| 6  | ПЗ   | Нова Зеландія | Джексон Мануель |
| 7  | НП   | Нова Зеландія | Маєр Беван      |
| 8  | ПЗ   | Іспанія       | Херард Гарріга  |
| 9  | НП   | Нова Зеландія | Ангус Кілколлі  |
| 10 | НП   | Нова Зеландія | Ділан Манікам   |
| 11 | НП   | Нова Зеландія | Раян Де Фріз    |
| 12 | ЗХ   | Косово        | Регонт Мураті   |
| 13 | ЗХ   | Нова Зеландія | Натан Лобо      |
| 14 | ПЗ   | Нова Зеландія | Джордан Вейл    |

| №  | Поз. | Нац.          | Гравець           |
| -- | ---- | ------------- | ----------------- |
| 15 | ПЗ   | Нова Зеландія | Джеремі Фу        |
| 16 | НП   | Нова Зеландія | Джозеф Лі         |
| 17 | НП   | Колумбія      | Джерсон Лагос     |
| 18 | ВР   | Уругвай       | Себастіан Сіганда |
| 19 | ЗХ   | Ірландія      | Ділан Конноллі    |
| 20 | ПЗ   | Нова Зеландія | Метт Елліс        |
| 21 | ЗХ   | Нова Зеландія | Адам Белл         |
| 22 | ПЗ   | КНР           | Чжоу Тонг         |
| 23 | ЗХ   | Нова Зеландія | Елфі Роджерс      |
| 24 | ВР   | Нова Зеландія | Натан Герроу      |
| 25 | ПЗ   | Нова Зеландія | Міхаел ден Геєр   |
| 26 | НП   | Нова Зеландія | Девід Ю           |
| 27 | НП   | Нова Зеландія | Гаріс Зеб         |

### Баварія (Мюнхен)
Головний тренер:  Венсан Компані
Німецький клуб «Баварія» оголосив остаточний склад, у який потрапило 32 гравці. Лерой Зане покинув клуб 30 червня, після завершення контракту.
| №  | Поз. | Нац.           | Гравець                   |
| -- | ---- | -------------- | ------------------------- |
| 1  | ВР   | Німеччина      | Мануель Ноєр (к.)         |
| 2  | ЗХ   | Франція        | Дайо Упамекано            |
| 3  | ЗХ   | Південна Корея | Кім Міндже                |
| 4  | ЗХ   | Німеччина      | Йонатан Та                |
| 6  | ПЗ   | Німеччина      | Йозуа Кімміх              |
| 7  | НП   | Німеччина      | Серж Гнабрі               |
| 8  | ПЗ   | Німеччина      | Леон Горецка              |
| 9  | НП   | Англія         | Гаррі Кейн                |
| 10 | НП   | Німеччина      | Лерой Зане (до 30 червня) |
| 11 | НП   | Франція        | Кінгслі Коман             |
| 15 | ЗХ   | Англія         | Ерік Даєр                 |
| 16 | ПЗ   | Португалія     | Жуан Пальїнья             |
| 17 | НП   | Франція        | Майкл Олізе               |
| 18 | ВР   | Ізраїль        | Даніель Перец             |
| 20 | ПЗ   | Німеччина      | Том Бішоф                 |
| 22 | ЗХ   | Португалія     | Рафаел Геррейру           |

| №  | Поз. | Нац.       | Гравець             |
| -- | ---- | ---------- | ------------------- |
| 23 | ЗХ   | Франція    | Саша Бой            |
| 24 | НП   | Хорватія   | Габріель Видович    |
| 25 | НП   | Німеччина  | Томас Мюллер        |
| 27 | ПЗ   | Австрія    | Конрад Лаймер       |
| 30 | ЗХ   | Німеччина  | Кассіано Кіала      |
| 35 | ПЗ   | Німеччина  | Моріс Краттенмахер  |
| 36 | НП   | Німеччина  | Віздом Майк         |
| 40 | ВР   | Німеччина  | Йонас Урбіг         |
| 41 | НП   | Швеція     | Джона Кусі-Асаре    |
| 42 | ПЗ   | Німеччина  | Джамал Мусіала      |
| 44 | ЗХ   | Хорватія   | Йосип Станішич      |
| 45 | ПЗ   | Німеччина  | Александар Павлович |
| 46 | ПЗ   | Німеччина  | Леннарт Карл        |
| 47 | ПЗ   | Португалія | Давід Сантуш        |
| 48 | ВР   | Німеччина  | Леон Кланак         |
| 49 | ЗХ   | Марокко    | Адам Азну           |

### Бенфіка
Головний тренер:  Бруну Лажи
Португальський клуб «Бенфіка» оголосив остаточний склад, у який потрапило 30 гравців.
| №  | Поз. | Нац.       | Гравець               |
| -- | ---- | ---------- | --------------------- |
| 1  | ВР   | Україна    | Анатолій Трубін       |
| 3  | ЗХ   | Іспанія    | Альваро Каррерас      |
| 4  | ЗХ   | Португалія | Антоніу Сілва         |
| 8  | ПЗ   | Норвегія   | Фредрік Аурснес       |
| 10 | ПЗ   | Туреччина  | Оркун Кекчю           |
| 11 | НП   | Аргентина  | Анхель Ді Марія       |
| 14 | НП   | Греція     | Вангеліс Павлідіс     |
| 17 | НП   | Туреччина  | Керем Актюркоглу      |
| 18 | ПЗ   | Люксембург | Леандру Баррейру      |
| 19 | НП   | Італія     | Андреа Белотті        |
| 21 | НП   | Норвегія   | Андреас Шельдеруп     |
| 25 | НП   | Аргентина  | Джанлука Престіанні   |
| 26 | ЗХ   | Швеція     | Самуель Даль          |
| 27 | НП   | Португалія | Брума                 |
| 30 | ЗХ   | Аргентина  | Ніколас Отаменді (к.) |

| №  | Поз. | Нац.       | Гравець           |
| -- | ---- | ---------- | ----------------- |
| 47 | НП   | Португалія | Тіагу Говея       |
| 50 | ВР   | Португалія | Діогу Феррейра    |
| 58 | ЗХ   | Португалія | Руй Сілва         |
| 61 | ПЗ   | Португалія | Флорентіну Луїш   |
| 64 | ЗХ   | Португалія | Гонсалу Олівейра  |
| 66 | ЗХ   | США        | Джошуа Віндер     |
| 68 | ПЗ   | Португалія | Жуан Велозу       |
| 71 | ЗХ   | Португалія | Леандру Сантуш    |
| 75 | ВР   | Португалія | Андре Гоміш       |
| 81 | ЗХ   | Албанія    | Адріан Байрамі    |
| 83 | ПЗ   | Португалія | Рафаел Луїш       |
| 84 | НП   | Португалія | Жуан Регу         |
| 85 | ПЗ   | Португалія | Ренату Санчеш     |
| 86 | ПЗ   | Португалія | Діогу Пріоште     |
| 94 | НП   | Португалія | Едуарду Фернандіш |

### Бока Хуніорс
Головний тренер:  Мігель Анхель Руссо
Аргентинський клуб «Бока Хуніорс» оголосив остаточний склад, у який потрапило 35 гравців.
| №  | Поз. | Нац.      | Гравець             |
| -- | ---- | --------- | ------------------- |
| 1  | ВР   | Аргентина | Серхіо Ромеро       |
| 3  | ЗХ   | Уругвай   | Марсело Сараччі     |
| 4  | ЗХ   | Аргентина | Ніколас Фігаль      |
| 5  | ПЗ   | Аргентина | Родріго Батталья    |
| 6  | ЗХ   | Аргентина | Маркос Рохо         |
| 7  | НП   | Аргентина | Есекіель Себальйос  |
| 8  | ПЗ   | Чилі      | Карлос Паласіос     |
| 9  | НП   | Аргентина | Мілтон Хіменес      |
| 10 | НП   | Уругвай   | Едінсон Кавані (к.) |
| 11 | НП   | Аргентина | Лукас Хансон        |
| 12 | ВР   | Аргентина | Леандро Брей        |
| 13 | ВР   | Аргентина | Хав'єр Гарсія       |
| 14 | ПЗ   | Аргентина | Ігнасіо Мірамон     |
| 15 | ПЗ   | Чилі      | Вільямс Аларкон     |
| 16 | НП   | Уругвай   | Мігель Мерентіель   |
| 17 | ЗХ   | Перу      | Луїс Адвінкула      |
| 18 | ЗХ   | Колумбія  | Франк Фабра         |
| 19 | ПЗ   | Аргентина | Агустін Мартеджані  |

| №  | Поз. | Нац.      | Гравець            |
| -- | ---- | --------- | ------------------ |
| 20 | ПЗ   | Аргентина | Алан Веласко       |
| 21 | ПЗ   | Іспанія   | Андер Еррера       |
| 22 | ПЗ   | Аргентина | Кевін Сенон        |
| 23 | ЗХ   | Аргентина | Лаутаро Бланко     |
| 24 | ЗХ   | Аргентина | Хуан Барінага      |
| 25 | ВР   | Аргентина | Агустін Марчесін   |
| 26 | ЗХ   | Аргентина | Марко Пеллегріно   |
| 27 | ПЗ   | Аргентина | Малком Брайда      |
| 30 | ПЗ   | Аргентина | Томас Бельмонте    |
| 32 | ЗХ   | Аргентина | Айртон Коста       |
| 33 | НП   | Аргентина | Бріан Агірре       |
| 34 | ЗХ   | Аргентина | Матео Мендія       |
| 38 | ПЗ   | Аргентина | Каміло Рей Доменек |
| 40 | ЗХ   | Аргентина | Лаутаро Ді Лолло   |
| 42 | ЗХ   | Швейцарія | Лукас Блондель     |
| 43 | ПЗ   | Аргентина | Мілтон Дельгадо    |
| 51 | ПЗ   | Аргентина | Сантьяго Далмассо  |

## Група D

### Челсі
Головний тренер:  Енцо Мареска
Англійський клуб «Челсі» оголосив остаточний склад, у який потрапило 28 гравців. Новачок Жуан Педро був доданий до заявки команди 2 липня.
| №  | Поз. | Нац.       | Гравець          |
| -- | ---- | ---------- | ---------------- |
| 1  | ВР   | Іспанія    | Роберт Санчес    |
| 3  | ЗХ   | Іспанія    | Марк Кукурелья   |
| 4  | ЗХ   | Англія     | Тосін Адарабіойо |
| 5  | ЗХ   | Франція    | Бенуа Бадьяшиль  |
| 6  | ЗХ   | Англія     | Леві Колвілл     |
| 7  | НП   | Португалія | Педру Нету       |
| 8  | ПЗ   | Аргентина  | Енцо Фернандес   |
| 9  | НП   | Англія     | Ліам Делап       |
| 10 | ПЗ   | Англія     | Коул Палмер      |
| 11 | НП   | Англія     | Ноні Мадуеке     |
| 12 | ВР   | Данія      | Філіп Йоргенсен  |
| 14 | ПЗ   | Португалія | Даріу Ессугу     |
| 15 | НП   | Сенегал    | Ніколя Джексон   |
| 17 | ПЗ   | Бразилія   | Андрей Сантос    |
| 18 | НП   | Франція    | Крістофер Нкунку |

| №  | Поз. | Нац.      | Гравець                |
| -- | ---- | --------- | ---------------------- |
| 19 | ЗХ   | Франція   | Мамаду Сарр            |
| 20 | НП   | Бразилія  | Жуан Педро (з 2 липня) |
| 22 | ПЗ   | Англія    | Кірнан Дьюзбері-Голл   |
| 23 | ЗХ   | Англія    | Трево Чалоба           |
| 24 | ЗХ   | Англія    | Ріс Джеймс (к.)        |
| 25 | ПЗ   | Еквадор   | Мойсес Кайседо         |
| 27 | ЗХ   | Франція   | Мало Гюсто             |
| 30 | ЗХ   | Аргентина | Аарон Ансельміно       |
| 32 | НП   | Англія    | Тайрік Джордж          |
| 34 | ЗХ   | Англія    | Джош Ачімпонг          |
| 38 | НП   | Іспанія   | Марк Гію               |
| 39 | ВР   | Бельгія   | Майк Пендерс           |
| 44 | ВР   | США       | Гебріел Слоніна        |
| 45 | ПЗ   | Бельгія   | Ромео Лавія            |

### Есперанс
Головний тренер:  Махер Канзарі
Туніський клуб «Есперанс» назвав остаточний склад, у який потрапило 32 гравці.
| №  | Поз. | Нац.     | Гравець               |
| -- | ---- | -------- | --------------------- |
| 1  | ВР   | Туніс    | Аменалла Мемміш       |
| 2  | ПЗ   | Туніс    | Мохамед Бен Алі       |
| 3  | ЗХ   | Туніс    | Куссай Смірі          |
| 4  | ПЗ   | Туніс    | Мохамед Ваель Дербалі |
| 5  | ЗХ   | Туніс    | Яссін Меріах (к.)     |
| 6  | ЗХ   | Туніс    | Хамза Джелассі        |
| 8  | ПЗ   | Туніс    | Хуссем Тка            |
| 9  | НП   | Бразилія | Родріго Родрігес      |
| 10 | ПЗ   | Бразилія | Ян Сассе              |
| 11 | ПЗ   | Алжир    | Юсеф Белаїлі          |
| 12 | НП   | Туніс    | Хайтем Дау            |
| 13 | ЗХ   | Туніс    | Раед Бушніба          |
| 14 | ПЗ   | Нігерія  | Онуче Огбелу          |
| 15 | ЗХ   | Алжир    | Мохамед Туґай         |
| 16 | ВР   | Туніс    | Мохтар Іфауї          |
| 17 | ПЗ   | Туніс    | Закарія Ель-Аєб       |

| №  | Поз. | Нац.        | Гравець                 |
| -- | ---- | ----------- | ----------------------- |
| 19 | НП   | Туніс       | Ашреф Джабрі            |
| 20 | ЗХ   | Туніс       | Мохамед Амін Бен Хаміда |
| 21 | ПЗ   | Кот-д'Івуар | Абдрамане Конате        |
| 22 | ЗХ   | Туніс       | Айман Бен Мохамед       |
| 24 | НП   | ПАР         | Еліас Моквана           |
| 25 | ЗХ   | Швеція      | Еліас Бузаєн            |
| 26 | ВР   | Туніс       | Мохамед Седкі Дебчі     |
| 28 | НП   | Туніс       | Зінедін Кад             |
| 30 | НП   | Туніс       | Куссай Маача            |
| 32 | ВР   | Туніс       | Бешір Бен Саїд          |
| 35 | ЗХ   | Туніс       | Азіз Кудхай             |
| 36 | НП   | Туніс       | Шихеб Джебалі           |
| 37 | НП   | Бельгія     | Мохамед Мухлі           |
| 38 | ПЗ   | Туніс       | Халіль Гвенічі          |
| 39 | НП   | Туніс       | Мохамед Раян Хамруні    |
| 40 | НП   | Малі        | Абубакар Діакіте        |

### Фламенго
Головний тренер:  Філіпе Луїс
Бразильський клуб «Фламенго» оголосив остаточний склад, у який потрапило 35 гравців.
| №  | Поз. | Нац.      | Гравець                 |
| -- | ---- | --------- | ----------------------- |
| 1  | ВР   | Аргентина | Агустін Россі           |
| 2  | ЗХ   | Уругвай   | Гільєрмо Варела         |
| 3  | ЗХ   | Бразилія  | Лео Ортіс               |
| 4  | ЗХ   | Бразилія  | Лео Перейра             |
| 5  | ПЗ   | Чилі      | Ерік Пульгар            |
| 6  | ЗХ   | Бразилія  | Айртон Лукас            |
| 7  | НП   | Бразилія  | Луїс Араужо             |
| 8  | ПЗ   | Бразилія  | Жерсон Сантос (к.)      |
| 9  | НП   | Бразилія  | Педро                   |
| 10 | ПЗ   | Уругвай   | Джорджіан Де Арраскаета |
| 11 | НП   | Бразилія  | Евертон Соарес          |
| 13 | ЗХ   | Бразилія  | Даніло                  |
| 17 | ЗХ   | Уругвай   | Матіас Вінья            |
| 18 | ПЗ   | Уругвай   | Ніколас де ла Крус      |
| 19 | НП   | Бразилія  | Лорран                  |
| 20 | ПЗ   | Бразилія  | Матеус Гонсалвес        |
| 21 | ПЗ   | Італія    | Жоржиньйо               |
| 23 | НП   | Бразилія  | Жуніньйо                |

| №  | Поз. | Нац.     | Гравець         |
| -- | ---- | -------- | --------------- |
| 25 | ВР   | Бразилія | Матеус Кунья    |
| 26 | ЗХ   | Бразилія | Алекс Сандро    |
| 27 | НП   | Бразилія | Бруно Енріке    |
| 29 | ПЗ   | Бразилія | Аллан           |
| 30 | НП   | Бразилія | Майкл           |
| 33 | ЗХ   | Бразилія | Клейтон         |
| 43 | ЗХ   | Бразилія | Веслі Франса    |
| 47 | НП   | Бразилія | Гільєрме Гомес  |
| 49 | ВР   | Бразилія | Діого Алвес     |
| 50 | НП   | Еквадор  | Гонсало Плата   |
| 51 | ЗХ   | Бразилія | Даніел Салес    |
| 52 | ПЗ   | Бразилія | Еверттон Араужо |
| 56 | ПЗ   | Бразилія | Пабло Лусіо     |
| 58 | ВР   | Бразилія | Лео Наннетті    |
| 61 | ЗХ   | Бразилія | Жуан Віктор     |
| 64 | НП   | Бразилія | Воллес Ян       |
| 79 | ПЗ   | Бразилія | Жошуа           |

### Лос-Анджелес
Головний тренер:  Стів Черундоло
Американський клуб «Лос-Анджелес» оголосив остаточний склад, у який потрапив 31 гравець.
| №  | Поз. | Нац.     | Гравець            |
| -- | ---- | -------- | ------------------ |
| 1  | ВР   | Франція  | Уго Льоріс         |
| 4  | ЗХ   | Колумбія | Едді Сегура        |
| 5  | ЗХ   | Бразилія | Марлон Сантос      |
| 6  | ПЗ   | Бразилія | Ігор Жезус         |
| 8  | ПЗ   | США      | Марк Дельгадо      |
| 9  | НП   | Франція  | Олів'є Жіру        |
| 11 | ПЗ   | США      | Тімоті Тіллман     |
| 12 | ВР   | Канада   | Томас Хасал        |
| 14 | ЗХ   | Іспанія  | Серхі Паленсія     |
| 15 | ЗХ   | Італія   | Лоренцо Деллавалле |
| 17 | НП   | США      | Джеремі Ебобіссе   |
| 18 | ВР   | Мексика  | Девід Очоа         |
| 20 | ПЗ   | Гана     | Яв Єбоа            |
| 21 | ЗХ   | Канада   | Райан Рапосо       |
| 23 | ПЗ   | США      | Френкі Амая        |
| 24 | ЗХ   | США      | Раян Голлінгсгед   |

| №  | Поз. | Нац.       | Гравець           |
| -- | ---- | ---------- | ----------------- |
| 25 | ЗХ   | Люксембург | Максім Шано       |
| 26 | НП   | Нідерланди | Джавайро Ділросун |
| 27 | НП   | Сальвадор  | Натан Ордас       |
| 29 | ЗХ   | Україна    | Артем Смоляков    |
| 30 | НП   | Венесуела  | Давід Мартінес    |
| 31 | ВР   | США        | Кабрал Картер     |
| 33 | ЗХ   | США        | Аарон Лонг (к.)   |
| 43 | ПЗ   | США        | Адам Салдана      |
| 45 | ЗХ   | США        | Кенні Нілсен      |
| 56 | ПЗ   | США        | Джуд Террі        |
| 70 | ПЗ   | Гватемала  | Метт Еванс        |
| 77 | НП   | США        | Едріан Вібово     |
| 80 | ПЗ   | Норвегія   | Одін Гольм        |
| 91 | ЗХ   | США        | Нкосі Тафарі      |
| 99 | НП   | Габон      | Деніс Буанга      |

## Група Е

### Інтернаціонале
Головний тренер:  Крістіан Ківу
Італійський клуб «Інтернаціонале» оголосив остаточний склад, у який потрапило 33 гравці.
| №  | Поз. | Нац.       | Гравець               |
| -- | ---- | ---------- | --------------------- |
| 1  | ВР   | Швейцарія  | Янн Зоммер            |
| 2  | ПЗ   | Нідерланди | Дензел Дюмфріс        |
| 6  | ЗХ   | Нідерланди | Стефан де Врей        |
| 7  | ПЗ   | Польща     | Пйотр Зелінський      |
| 8  | ПЗ   | Хорватія   | Петар Сучич           |
| 9  | НП   | Франція    | Маркус Тюрам          |
| 10 | НП   | Аргентина  | Лаутаро Мартінес (к.) |
| 11 | ПЗ   | Бразилія   | Луїс Енріке           |
| 12 | ВР   | Італія     | Раффаеле Ді Дженнаро  |
| 13 | ВР   | Іспанія    | Хосеп Мартінес        |
| 15 | ЗХ   | Італія     | Франческо Ачербі      |
| 16 | ПЗ   | Італія     | Давіде Фраттезі       |
| 20 | ПЗ   | Туреччина  | Хакан Чалханоглу      |
| 21 | ПЗ   | Албанія    | Крістіан Асллані      |
| 22 | ПЗ   | Вірменія   | Генріх Мхітарян       |
| 23 | ПЗ   | Італія     | Ніколо Барелла        |
| 28 | ЗХ   | Франція    | Бенжамен Павар        |

| №  | Поз. | Нац.      | Гравець                |
| -- | ---- | --------- | ---------------------- |
| 30 | ЗХ   | Бразилія  | Карлос Аугусто         |
| 31 | ЗХ   | Німеччина | Янн Аурел Біссек       |
| 32 | ЗХ   | Італія    | Федеріко Дімарко       |
| 36 | ЗХ   | Італія    | Маттео Дарміан         |
| 40 | ВР   | Італія    | Алессандро Каллігаріс  |
| 42 | ЗХ   | Аргентина | Томас Паласіос         |
| 45 | НП   | Аргентина | Валентин Карбоні       |
| 48 | ЗХ   | Італія    | Габріеле Ре Чекконі    |
| 49 | НП   | Італія    | Джакомо Де П'єрі       |
| 52 | ПЗ   | Італія    | Томас Беренбрух        |
| 58 | ЗХ   | Італія    | Маттео Коккі           |
| 59 | ПЗ   | Польща    | Нікола Залевський      |
| 70 | НП   | Італія    | Себастьяно Еспозіто    |
| 94 | НП   | Італія    | Франческо Піо Еспозіто |
| 95 | ЗХ   | Італія    | Алессандро Бастоні     |
| 99 | НП   | Іран      | Мегді Таремі           |

### Монтеррей
Головний тренер:  Доменек Торрент
Мексиканський клуб «Монтеррей» оголосив остаточний склад, у який потрапило 30 гравців.
| №  | Поз. | Нац.      | Гравець            |
| -- | ---- | --------- | ------------------ |
| 1  | ВР   | Аргентина | Естебан Андрада    |
| 2  | ЗХ   | Мексика   | Рікардо Чавес      |
| 3  | ЗХ   | Мексика   | Герардо Артеага    |
| 4  | ЗХ   | Мексика   | Віктор Гусман      |
| 5  | ПЗ   | Мексика   | Фідель Амбріс      |
| 6  | ПЗ   | Колумбія  | Нельсон Деосса     |
| 7  | НП   | Мексика   | Херман Бертераме   |
| 8  | ПЗ   | Іспанія   | Олівер Торрес      |
| 10 | ПЗ   | Іспанія   | Серхіо Каналес     |
| 11 | НП   | Мексика   | Альфонсо Альварадо |
| 13 | ЗХ   | Мексика   | Карлос Сальседо    |
| 14 | ЗХ   | Мексика   | Ерік Агірре        |
| 15 | ЗХ   | Мексика   | Ектор Морено       |
| 16 | НП   | Колумбія  | Хоан Рохас         |
| 17 | ПЗ   | Мексика   | Хесус Корона       |

| №  | Поз. | Нац.      | Гравець            |
| -- | ---- | --------- | ------------------ |
| 19 | ПЗ   | Мексика   | Хорді Кортісо      |
| 20 | НП   | Мексика   | Альфонсо Гонсалес  |
| 21 | ЗХ   | Мексика   | Луїс Реєс          |
| 22 | ВР   | Мексика   | Луїс Карденас      |
| 23 | ЗХ   | Мексика   | Густаво Санчес     |
| 25 | ВР   | Уругвай   | Сантьяго Меле      |
| 29 | ПЗ   | Аргентина | Лукас Окампос      |
| 30 | ПЗ   | Аргентина | Хорхе Родрігес     |
| 31 | НП   | Мексика   | Роберто де ла Роса |
| 32 | ЗХ   | Мексика   | Тоні Леоне         |
| 33 | ЗХ   | Колумбія  | Стефан Медіна      |
| 36 | НП   | Мексика   | Хоакін Мохіка      |
| 37 | ПЗ   | Мексика   | Ікер Фімбрес       |
| 41 | ВР   | Мексика   | Сантьяго Перес     |
| 93 | ЗХ   | Іспанія   | Серхіо Рамос (к.)  |

### Рівер Плейт
Головний тренер:  Марсело Гальярдо
Аргентинський клуб «Рівер Плейт» оголосив остаточний склад, у який потрапило 34 гравці.
| №  | Поз. | Нац.      | Гравець                |
| -- | ---- | --------- | ---------------------- |
| 1  | ВР   | Аргентина | Франко Армані (к.)     |
| 2  | ЗХ   | Аргентина | Федеріко Гаттоні       |
| 4  | ЗХ   | Аргентина | Гонсало Монтьєль       |
| 5  | ПЗ   | Аргентина | Матіас Краневіттер     |
| 6  | ЗХ   | Аргентина | Херман Песселья        |
| 7  | ПЗ   | Парагвай  | Матіас Рохас           |
| 8  | ПЗ   | Аргентина | Максиміліано Меса      |
| 9  | НП   | Колумбія  | Мігель Борха           |
| 10 | ПЗ   | Аргентина | Мануель Лансіні        |
| 11 | НП   | Аргентина | Факундо Колідіо        |
| 13 | ЗХ   | Аргентина | Лаутаро Ріверо         |
| 14 | ЗХ   | Аргентина | Леандро Гонсалес Пірес |
| 15 | НП   | Аргентина | Себастьян Дріуссі      |
| 16 | ЗХ   | Аргентина | Фабрісіо Бустос        |
| 17 | ЗХ   | Чилі      | Пауло Діас             |
| 18 | ПЗ   | Аргентина | Гонсало Мартінес       |
| 19 | НП   | Чилі      | Гонсало Тапіа          |

| №  | Поз. | Нац.      | Гравець               |
| -- | ---- | --------- | --------------------- |
| 20 | ЗХ   | Аргентина | Мілтон Каско          |
| 21 | ЗХ   | Аргентина | Маркос Акунья         |
| 22 | ПЗ   | Колумбія  | Кевін Кастаньйо       |
| 24 | ПЗ   | Аргентина | Енсо Перес            |
| 25 | ВР   | Аргентина | Хереміас Ледесма      |
| 26 | ПЗ   | Аргентина | Ігнасіо Фернандес     |
| 27 | НП   | Аргентина | Баутіста Дадін        |
| 28 | ЗХ   | Аргентина | Лукас Мартінес Кварта |
| 29 | ПЗ   | Аргентина | Родріго Альєндро      |
| 30 | НП   | Аргентина | Франко Мастантуоно    |
| 31 | ПЗ   | Аргентина | Сантьяго Сімон        |
| 34 | ПЗ   | Аргентина | Джуліано Галоппо      |
| 35 | ПЗ   | Аргентина | Джорджіо Костантіні   |
| 37 | ВР   | Аргентина | Лукас Лаваньїно       |
| 38 | НП   | Аргентина | Іан Субіабре          |
| 39 | ПЗ   | Аргентина | Сантьяго Ленсіна      |
| 41 | ВР   | Аргентина | Сантьяго Белтран      |

### Урава Ред Даймондс
Головний тренер:  Мацей Скоржа
Японський клуб «Урава Ред Даймондс» оголосив остаточний склад, у який потрапило 32 гравці.
| №  | Поз. | Нац.     | Гравець              |
| -- | ---- | -------- | -------------------- |
| 1  | ВР   | Японія   | Сюсаку Нісікава      |
| 3  | ЗХ   | Бразилія | Даніло Боза          |
| 4  | ЗХ   | Японія   | Хірокадзу Ісіхара    |
| 5  | ЗХ   | Норвегія | Маріус Гейбротен     |
| 6  | ПЗ   | Японія   | Таїсі Мацумото       |
| 7  | НП   | Японія   | Хірокі Абе           |
| 8  | ПЗ   | Бразилія | Матеус Савіо         |
| 9  | ПЗ   | Японія   | Генкі Харагуті       |
| 10 | ПЗ   | Японія   | Сьоя Накадзіма       |
| 11 | ПЗ   | Швеція   | Самуель Густафсон    |
| 12 | НП   | Бразилія | Тьяго Сантана        |
| 13 | ПЗ   | Японія   | Рьома Ватанабе       |
| 14 | ПЗ   | Японія   | Секіне Такахіро (к.) |
| 16 | ВР   | Японія   | Аюмі Ніекава         |
| 17 | НП   | Японія   | Хііро Коморі         |
| 18 | НП   | Японія   | Тосікі Такахасі      |

| №  | Поз. | Нац.   | Гравець              |
| -- | ---- | ------ | -------------------- |
| 21 | ПЗ   | Японія | Томоакі Окубо        |
| 22 | ПЗ   | Японія | Кай Сібато           |
| 24 | ПЗ   | Японія | Юсуке Мацуо          |
| 25 | ПЗ   | Японія | Кайто Ясуї           |
| 26 | ЗХ   | Японія | Такуя Огівара        |
| 27 | НП   | Японія | Тосікадзу Терууті    |
| 28 | ЗХ   | Японія | Кента Немото         |
| 31 | ВР   | Японія | Сун Йосіда           |
| 35 | ЗХ   | Японія | Рікіто Іноуе         |
| 39 | ПЗ   | Японія | Джунпей Хаякава      |
| 41 | НП   | Японія | Ріо Нітта            |
| 44 | ВР   | Японія | Алекс Кейта Малкольм |
| 45 | ЗХ   | Японія | Йосітака Танака      |
| 46 | ПЗ   | Японія | Такесі Вада          |
| 77 | ПЗ   | Японія | Такуро Канеко        |
| 88 | ПЗ   | Японія | Йоіті Наганума       |

## Група F

### Боруссія (Дортмунд)
Головний тренер:  Ніко Ковач
Німецький клуб «Боруссія» (Дортмунд) оголосив остаточний склад, у який потрапило 30 гравців.
| №  | Поз. | Нац.      | Гравець           |
| -- | ---- | --------- | ----------------- |
| 1  | ВР   | Швейцарія | Грегор Кобель     |
| 2  | ЗХ   | Бразилія  | Ян Коуту          |
| 3  | ЗХ   | Німеччина | Вальдемар Антон   |
| 5  | ЗХ   | Алжир     | Рамі Бенсебаїні   |
| 7  | НП   | США       | Джованні Рейна    |
| 8  | ПЗ   | Німеччина | Фелікс Нмеча      |
| 9  | НП   | Гвінея    | Серу Гірассі      |
| 10 | НП   | Німеччина | Юліан Брандт (к.) |
| 13 | ПЗ   | Німеччина | Паскаль Грос      |
| 14 | НП   | Німеччина | Максіміліан Беєр  |
| 16 | НП   | Бельгія   | Жульєн Дюранвіль  |
| 17 | ПЗ   | Англія    | Карні Чуквуемека  |
| 20 | ПЗ   | Австрія   | Марсель Забітцер  |
| 24 | ЗХ   | Швеція    | Даніель Свенссон  |
| 25 | ЗХ   | Німеччина | Ніклас Зюле       |

| №  | Поз. | Нац.      | Гравець              |
| -- | ---- | --------- | -------------------- |
| 26 | ЗХ   | Норвегія  | Юліан Рюерсон        |
| 27 | НП   | Німеччина | Карім Адеємі         |
| 31 | ВР   | Німеччина | Сілас Острзінскі     |
| 33 | ВР   | Німеччина | Александер Маєр      |
| 37 | НП   | США       | Коул Кемпбелл        |
| 38 | ПЗ   | Німеччина | К'єлль Ветьєн        |
| 39 | ЗХ   | Італія    | Філіппо Мане         |
| 40 | НП   | Італія    | Самуеле Іначіо       |
| 41 | НП   | США       | Матіс Альберт        |
| 42 | ЗХ   | Німеччина | Альмугера Кабар      |
| 43 | НП   | Англія    | Джеймі Байно-Гіттенс |
| 44 | ЗХ   | Франція   | Сумаїла Кулібалі     |
| 46 | ПЗ   | Німеччина | Айман Азхіль         |
| 47 | ЗХ   | Німеччина | Еліас Бенкара        |
| 77 | ПЗ   | Англія    | Джоб Беллінгем       |

### Флуміненсе
Головний тренер:  Ренато Гаушо
Бразильський клуб «Флуміненсе» оголосив остаточний склад, у який потрапило 32 гравці.
| №  | Поз. | Нац.      | Гравець           |
| -- | ---- | --------- | ----------------- |
| 1  | ВР   | Бразилія  | Фабіо             |
| 2  | ЗХ   | Бразилія  | Самуел Шав'єр     |
| 3  | ЗХ   | Бразилія  | Тіагу Сілва (к.)  |
| 4  | ЗХ   | Бразилія  | Ігнасіо           |
| 5  | ПЗ   | Уругвай   | Факундо Берналь   |
| 6  | ЗХ   | Бразилія  | Рене              |
| 7  | НП   | Венесуела | Єферсон Сотельдо  |
| 8  | ПЗ   | Бразилія  | Матеус Мартінеллі |
| 9  | НП   | Бразилія  | Евералдо          |
| 10 | ПЗ   | Бразилія  | Гансо             |
| 11 | НП   | Бразилія  | Кено              |
| 12 | ЗХ   | Колумбія  | Габріель Фуентес  |
| 14 | НП   | Аргентина | Херман Кано       |
| 16 | ПЗ   | Бразилія  | Густаво Нонато    |
| 17 | НП   | Уругвай   | Агустін Каноббіо  |
| 18 | ПЗ   | Парагвай  | Рубен Лескано     |

| №  | Поз. | Нац.      | Гравець            |
| -- | ---- | --------- | ------------------ |
| 19 | НП   | Уругвай   | Хоакін Лавега      |
| 21 | НП   | Колумбія  | Джон Аріас         |
| 22 | ЗХ   | Аргентина | Хуан Пабло Фрейтес |
| 23 | ЗХ   | Бразилія  | Гуга               |
| 26 | ЗХ   | Бразилія  | Мануел             |
| 27 | ВР   | Бразилія  | Марсело Піталуга   |
| 28 | НП   | Бразилія  | Рікельме Феліпе    |
| 29 | ЗХ   | Бразилія  | Тьяго Сантос       |
| 35 | ПЗ   | Бразилія  | Еркулес            |
| 37 | ПЗ   | Бразилія  | Ісаке              |
| 45 | ПЗ   | Бразилія  | Ліма               |
| 50 | ВР   | Бразилія  | Густаво Рамальйо   |
| 55 | ПЗ   | Бразилія  | Воллес Даві        |
| 77 | НП   | Бразилія  | Пауло Бая          |
| 90 | НП   | Колумбія  | Кевін Серна        |
| 98 | ВР   | Бразилія  | Вітор Еудес        |

### Мамелоді Сандаунз
Головний тренер:  Мігел Кардозу
Південноафриканський клуб «Мамелоді Сандаунз» оголосив остаточний склад, у який потрапило 35 гравців.
| №  | Поз. | Нац.      | Гравець             |
| -- | ---- | --------- | ------------------- |
| 1  | ВР   | Уганда    | Деніс Оньянго       |
| 2  | ЗХ   | ПАР       | Малібонгве Хоза     |
| 4  | ПЗ   | ПАР       | Тебого Мокоена      |
| 5  | ЗХ   | ПАР       | Моса Лебуса         |
| 6  | ПЗ   | ПАР       | Обрі Модіба         |
| 7  | ПЗ   | Аргентина | Матіас Есківель     |
| 8  | ПЗ   | ПАР       | Джейден Адамс       |
| 9  | НП   | Бразилія  | Артур Салес         |
| 10 | НП   | Бразилія  | Лукас Рібейро Коста |
| 11 | ПЗ   | Чилі      | Марсело Альєнде     |
| 12 | ПЗ   | ПАР       | Нео Маема           |
| 13 | НП   | ПАР       | Ікраам Рейнерс      |
| 14 | ЗХ   | ПАР       | Терренс Машего      |
| 15 | ПЗ   | ПАР       | Батусі Аубаас       |
| 16 | НП   | ПАР       | Кутлвано Летлхаку   |
| 17 | НП   | ПАР       | Ташрік Метьюз       |
| 18 | ПЗ   | ПАР       | Темба Зване (к.)    |
| 20 | ЗХ   | ПАР       | Ґрант Кекана        |

| №  | Поз. | Нац.     | Гравець          |
| -- | ---- | -------- | ---------------- |
| 21 | ПЗ   | ПАР      | Сфелеле Мхулісе  |
| 22 | ПЗ   | ПАР      | Сіябонга Мабена  |
| 24 | ЗХ   | ПАР      | Кеану Купідо     |
| 25 | ЗХ   | ПАР      | Хулісо Мудау     |
| 26 | ВР   | ПАР      | Реяад Пітерс     |
| 27 | ЗХ   | ПАР      | Тапело Морена    |
| 28 | ЗХ   | ПАР      | Зуко Мдунєлва    |
| 29 | ЗХ   | Зімбабве | Дівайн Лунга     |
| 30 | ВР   | ПАР      | Ронвен Вільямс   |
| 33 | НП   | ПАР      | Тапело Масеко    |
| 34 | ЗХ   | ПАР      | Мотобі Мвала     |
| 35 | НП   | ПАР      | Лебо Мотіба      |
| 37 | ЗХ   | ПАР      | Кеган Йоганнес   |
| 38 | НП   | Намібія  | Пітер Шалуліле   |
| 45 | ПЗ   | ПАР      | Нтандо Нкосі     |
| 46 | ПЗ   | ПАР      | Тато Сібія       |
| 50 | ВР   | ПАР      | Санеле Тшабалала |

### Ульсан Хьонде
Головний тренер:  Кім Пхан Кон
Південнокорейський клуб «Ульсан Хьонде» оголосив остаточний склад, у який потрапило 29 гравців.
| №  | Поз. | Нац.           | Гравець           |
| -- | ---- | -------------- | ----------------- |
| 3  | ЗХ   | Південна Корея | Кан Мін У         |
| 4  | ЗХ   | Південна Корея | Со Мьон-Гуань     |
| 5  | ПЗ   | Південна Корея | Чон У Йон         |
| 6  | ПЗ   | Швеція         | Даріян Боянич     |
| 7  | ПЗ   | Південна Корея | Ко Син Бом        |
| 10 | ПЗ   | Південна Корея | Кім Мін У         |
| 11 | ПЗ   | Південна Корея | Ум Вон Сан        |
| 13 | ЗХ   | Південна Корея | Кан Санг У        |
| 14 | ПЗ   | Південна Корея | Лі Джин Хьон      |
| 16 | ПЗ   | Південна Корея | Лі Хуей Гюн       |
| 17 | ПЗ   | Швеція         | Густав Людвігсон  |
| 18 | НП   | Південна Корея | Хео Юль           |
| 19 | ЗХ   | Південна Корея | Кім Йон Гвон (к.) |
| 21 | ВР   | Південна Корея | Чо Хьон У         |
| 22 | ПЗ   | Південна Корея | Кім Мін Хьок      |

| №  | Поз. | Нац.           | Гравець       |
| -- | ---- | -------------- | ------------- |
| 23 | ВР   | Південна Корея | Мун Юн Ін     |
| 24 | ЗХ   | Південна Корея | Юн Чон Кю     |
| 26 | ЗХ   | Південна Корея | Парк Мін Со   |
| 27 | ПЗ   | Південна Корея | Лі Чхонйон    |
| 28 | ЗХ   | Південна Корея | Лі Дже Ік     |
| 30 | ПЗ   | Південна Корея | Юн Дже Сок    |
| 31 | ВР   | Південна Корея | Рю Сон Мін    |
| 36 | ПЗ   | Венесуела      | Матіас Лакава |
| 41 | ПЗ   | Південна Корея | Парк Сан Юн   |
| 66 | ЗХ   | Польща         | Мілош Трояк   |
| 72 | ПЗ   | Південна Корея | Бак Ін Ву     |
| 96 | ЗХ   | Південна Корея | Чой Сок Хьон  |
| 97 | ПЗ   | Бразилія       | Ерік Фаріас   |
| 99 | НП   | Бразилія       | Яго Каріелло  |

## Група G

### Аль-Айн
Головний тренер:  Владимир Івич
Еміратський клуб «Аль-Айн» оголосив остаточний склад, у який потрапило 33 гравці.
| №  | Поз. | Нац.           | Гравець          |
| -- | ---- | -------------- | ---------------- |
| 1  | ВР   | Португалія     | Руй Патрісіу     |
| 3  | ЗХ   | ОАЕ            | Куаме Автонн     |
| 4  | ЗХ   | Марокко        | Ях'я Бен Халек   |
| 5  | ПЗ   | Південна Корея | Пак Йон У        |
| 6  | ПЗ   | ОАЕ            | Ях'я Надер       |
| 7  | ПЗ   | Парагвай       | Матіас Сеговія   |
| 8  | ПЗ   | ОАЕ            | Мохаммед Аббас   |
| 9  | НП   | Того           | Коджо Фо-До Лаба |
| 10 | НП   | Парагвай       | Каку             |
| 11 | ПЗ   | ОАЕ            | Жонатас Сантос   |
| 13 | НП   | Марокко        | Хуссін Рахімі    |
| 14 | ЗХ   | Словенія       | Марцел Ратник    |
| 15 | ПЗ   | Бразилія       | Ерік             |
| 16 | ЗХ   | ОАЕ            | Халід Аль-Хашемі |
| 17 | ВР   | ОАЕ            | Халід Ейса (к.)  |
| 19 | ПЗ   | Аргентина      | Матео Санабрія   |
| 20 | ПЗ   | Аргентина      | Матіас Паласіос  |

| №  | Поз. | Нац.                 | Гравець            |
| -- | ---- | -------------------- | ------------------ |
| 21 | ПЗ   | Марокко              | Суф'ян Рахімі      |
| 25 | ЗХ   | Єгипет               | Рамі Рабія         |
| 28 | ПЗ   | Марокко              | Нассім Чадлі       |
| 29 | ЗХ   | Португалія           | Фабіу Кардозу      |
| 30 | ПЗ   | ОАЕ                  | Хазім Аббас        |
| 35 | ВР   | Нігерія              | Хассан Мухаммед    |
| 36 | ЗХ   | Аргентина            | Факундо Сабала     |
| 41 | ВР   | Боснія і Герцеговина | Ведад Алібашич     |
| 46 | ЗХ   | Малі                 | Драман Кумаре      |
| 56 | ЗХ   | Сенегал              | Амаду Ньянг        |
| 70 | ПЗ   | Малі                 | Абдул Карім Траоре |
| 72 | НП   | ОАЕ                  | Мохамед Авадалла   |
| 77 | НП   | Нігерія              | Рілвану Саркі      |
| 80 | ПЗ   | Нігерія              | Джошуа Удо         |
| 97 | ЗХ   | Австрія              | Адіс Яшич          |
| 99 | НП   | Республіка Конго     | Джосна Лоулендо    |

### Ювентус
Головний тренер:  Ігор Тудор
Італійський клуб «Ювентус» оголосив остаточний склад, у який потрапило 35 гравців.
| №  | Поз. | Нац.       | Гравець                |
| -- | ---- | ---------- | ---------------------- |
| 2  | ЗХ   | Португалія | Алберту Кошта          |
| 3  | ЗХ   | Бразилія   | Бремер                 |
| 4  | ЗХ   | Італія     | Федеріко Гатті         |
| 5  | ПЗ   | Італія     | Мануель Локателлі (к.) |
| 6  | ЗХ   | Англія     | Ллойд Келлі            |
| 7  | НП   | Португалія | Франсішку Консейсан    |
| 8  | ПЗ   | Нідерланди | Тен Копмейнерс         |
| 9  | НП   | Сербія     | Душан Влахович         |
| 10 | НП   | Туреччина  | Кенан Їлдиз            |
| 11 | НП   | Аргентина  | Ніколас Гонсалес       |
| 14 | НП   | Польща     | Аркадіуш Мілик         |
| 15 | ЗХ   | Франція    | П'єр Калулу            |
| 16 | ПЗ   | США        | Вестон Маккенні        |
| 17 | ПЗ   | Чорногорія | Василіє Аджич          |
| 18 | ПЗ   | Сербія     | Филип Костич           |
| 19 | ПЗ   | Франція    | Хефрен Тюрам           |
| 20 | НП   | Франція    | Рандаль Коло Муані     |
| 22 | НП   | США        | Тімоті Веа             |

| №  | Поз. | Нац.     | Гравець              |
| -- | ---- | -------- | -------------------- |
| 23 | ВР   | Італія   | Карло Пінсольйо      |
| 24 | ЗХ   | Італія   | Даніеле Ругані       |
| 26 | ПЗ   | Бразилія | Дуглас Луїс          |
| 27 | ЗХ   | Італія   | Андреа Камб'язо      |
| 29 | ВР   | Італія   | Мікеле Ді Грегоріо   |
| 36 | НП   | Італія   | Лоренцо Ангеле       |
| 37 | ЗХ   | Італія   | Ніколо Савона        |
| 38 | ВР   | Італія   | Джованні Даффара     |
| 40 | ЗХ   | Швеція   | Юнас Рухі            |
| 41 | ЗХ   | Іспанія  | Хав'єр Хіль          |
| 43 | ПЗ   | Італія   | Аугусто Овусу        |
| 48 | НП   | Італія   | Алессандро П'єтреллі |
| 51 | НП   | Бельгія  | Самюель Мбангула     |
| 56 | НП   | Італія   | Ніколо Кудріг        |
| 57 | НП   | Італія   | Томмазо Манчіні      |
| 58 | ПЗ   | Італія   | Стефано Турко        |
| 64 | ВР   | Італія   | Джованні Гарофані    |

### Манчестер Сіті
Головний тренер:  Пеп Гвардіола
Англійський клуб «Манчестер Сіті» оголосив остаточний склад, у який потрапило 27 гравців.
| №  | Поз. | Нац.       | Гравець           |
| -- | ---- | ---------- | ----------------- |
| 3  | ЗХ   | Португалія | Рубен Діаш (к.)   |
| 4  | ПЗ   | Нідерланди | Тейяні Рейндерс   |
| 5  | ЗХ   | Англія     | Джон Стоунз       |
| 6  | ЗХ   | Нідерланди | Натан Аке         |
| 7  | НП   | Єгипет     | Омар Мармуш       |
| 9  | НП   | Норвегія   | Ерлінг Голанн     |
| 11 | ПЗ   | Бельгія    | Жеремі Доку       |
| 13 | ВР   | Англія     | Маркус Беттінеллі |
| 14 | ПЗ   | Іспанія    | Ніко Гонсалес     |
| 16 | ПЗ   | Іспанія    | Родрі             |
| 18 | ВР   | Німеччина  | Штефан Ортега     |
| 19 | ПЗ   | Німеччина  | Ілкай Гюндоган    |
| 20 | ПЗ   | Португалія | Бернарду Сілва    |
| 21 | ЗХ   | Алжир      | Раян Аїт-Нурі     |

| №  | Поз. | Нац.       | Гравець           |
| -- | ---- | ---------- | ----------------- |
| 22 | ЗХ   | Бразилія   | Вітор Рейс        |
| 24 | ЗХ   | Хорватія   | Йошко Гвардіол    |
| 25 | ЗХ   | Швейцарія  | Мануель Аканджі   |
| 26 | ПЗ   | Бразилія   | Савіо             |
| 27 | ПЗ   | Португалія | Матеуш Нунеш      |
| 29 | ПЗ   | Франція    | Раян Шеркі        |
| 30 | ПЗ   | Аргентина  | Клаудіо Ечеверрі  |
| 31 | ВР   | Бразилія   | Едерсон           |
| 45 | ЗХ   | Узбекистан | Абдукодір Хусанов |
| 47 | ПЗ   | Англія     | Філ Фоден         |
| 52 | НП   | Норвегія   | Оскар Бобб        |
| 75 | ПЗ   | Англія     | Ніко О'Райлі      |
| 82 | ЗХ   | Англія     | Ріко Льюїс        |

### Відад
Головний тренер:  Мохамед Амін Бенхачем
Марокканський клуб «Відад» оголосив остаточний склад, у який потрапило 29 гравців.
| №  | Поз. | Нац.       | Гравець               |
| -- | ---- | ---------- | --------------------- |
| 1  | ВР   | Марокко    | Юссеф Ель-Моті        |
| 2  | ЗХ   | Марокко    | Мохамед Муфід         |
| 4  | НП   | ПАР        | Тембінкосі Лорч       |
| 5  | ПЗ   | Марокко    | Ісмаїл Мутараджі      |
| 7  | ПЗ   | Мартиніка  | Мікаель Мальса        |
| 8  | НП   | Нідерланди | Мохамед Райхі         |
| 9  | НП   | Гана       | Семюел Обенг          |
| 10 | ПЗ   | Бразилія   | Артур                 |
| 11 | НП   | Марокко    | Нордін Амрабат        |
| 12 | ВР   | Марокко    | Мехді Бенабід         |
| 14 | ЗХ   | Марокко    | Абдельмунаїм Бутуїль  |
| 16 | ЗХ   | Марокко    | Джамаль Харкасс (к.)  |
| 17 | НП   | Марокко    | Закарія Фатхі         |
| 18 | ЗХ   | Марокко    | Фахд Муфі             |
| 19 | ПЗ   | Марокко    | Ель Мехді Ель-Мубарік |

| №  | Поз. | Нац.         | Гравець           |
| -- | ---- | ------------ | ----------------- |
| 21 | НП   | ПАР          | Кассіус Майлула   |
| 22 | ЗХ   | Нідерланди   | Барт Меєрс        |
| 23 | ПЗ   | Марокко      | Уссама Земрауї    |
| 24 | ЗХ   | Марокко      | Аюб Бушета        |
| 25 | ПЗ   | Буркіна-Фасо | Стефан Азіз Кі    |
| 26 | НП   | Танзанія     | Селемані Мваліму  |
| 27 | ПЗ   | Марокко      | Ісмаель Бенктіб   |
| 29 | НП   | Марокко      | Хамза Ханнурі     |
| 33 | ПЗ   | Бразилія     | Педрінью          |
| 34 | ПЗ   | Марокко      | Яссін Беннані     |
| 36 | ВР   | Марокко      | Омар Акздау       |
| 44 | ПЗ   | Марокко      | Раян Махту        |
| 72 | ЗХ   | Бразилія     | Гільєрме Феррейра |
| 99 | НП   | Сирія        | Омар Ас-Сома      |

## Група H

### Аль-Хіляль
Головний тренер:  Сімоне Індзагі
Саудівський клуб «Аль-Хіляль» оголосив остаточний склад, у який потрапило 35 гравців. Новачок Абдерразак Хамдалла був доданий до заявки команди 2 липня.
| №  | Поз. | Нац.              | Гравець                         |
| -- | ---- | ----------------- | ------------------------------- |
| 3  | ЗХ   | Сенегал           | Каліду Кулібалі                 |
| 4  | ЗХ   | Саудівська Аравія | Халіфа Ад-Давсарі               |
| 5  | ЗХ   | Саудівська Аравія | Алі Аль-Булаїгі                 |
| 6  | ПЗ   | Бразилія          | Ренан Лоді                      |
| 7  | ПЗ   | Саудівська Аравія | Халід Аль-Ганнам                |
| 8  | ПЗ   | Португалія        | Рубен Невіш                     |
| 9  | НП   | Сербія            | Александар Митрович             |
| 10 | НП   | Марокко           | Абдерразак Хамдалла (з 2 липня) |
| 11 | НП   | Бразилія          | Маркос Леонардо                 |
| 12 | ЗХ   | Саудівська Аравія | Яссір Аш-Шаграні                |
| 15 | ПЗ   | Саудівська Аравія | Мохаммед Аль-Кахтані            |
| 16 | ПЗ   | Саудівська Аравія | Нассер Ад-Давсарі               |
| 17 | ВР   | Саудівська Аравія | Мохаммед Ар-Рубаї               |
| 18 | ПЗ   | Саудівська Аравія | Мусаб Аль-Джувайр               |
| 20 | ЗХ   | Португалія        | Жуан Канселу                    |
| 22 | ПЗ   | Сербія            | Сергей Милинкович-Савич         |
| 24 | ЗХ   | Саудівська Аравія | Мотеб Аль-Харбі                 |
| 27 | ПЗ   | Бразилія          | Кайо Сезар                      |
| 28 | ПЗ   | Саудівська Аравія | Мухаммед Канну                  |

| №  | Поз. | Нац.              | Гравець               |
| -- | ---- | ----------------- | --------------------- |
| 29 | ПЗ   | Саудівська Аравія | Салім Ад-Давсарі (к.) |
| 31 | ЗХ   | Саудівська Аравія | Раян Аль-Гамді        |
| 33 | ПЗ   | Саудівська Аравія | Мохаммед бін Мухайш   |
| 34 | ЗХ   | Саудівська Аравія | Салех Барнаві         |
| 36 | ЗХ   | Саудівська Аравія | Сауд Харун            |
| 37 | ВР   | Марокко           | Яссін Буну            |
| 38 | НП   | Саудівська Аравія | Туркі Аль-Гумайл      |
| 39 | ПЗ   | Саудівська Аравія | Абдулазіз Хадхуд      |
| 40 | ВР   | Саудівська Аравія | Ахмад Абу Расен       |
| 43 | ЗХ   | Саудівська Аравія | Саад Аль-Мутарі       |
| 50 | ВР   | Саудівська Аравія | Абдулела Аль-Гамді    |
| 77 | ПЗ   | Бразилія          | Малком                |
| 78 | ЗХ   | Саудівська Аравія | Алі Ладжамі           |
| 87 | ЗХ   | Саудівська Аравія | Хассан Тамбакті       |
| 88 | ЗХ   | Саудівська Аравія | Хамад Аль-Ямі         |
| 89 | ПЗ   | Саудівська Аравія | Абдулелла Аль-Малкі   |
| 99 | НП   | Саудівська Аравія | Абдулла Аль-Хамдан    |

### Пачука
Головний тренер:  Хайме Лосано
Мексиканський клуб «Пачука» оголосив остаточний склад, у який потрапило 30 гравців.
| №  | Поз. | Нац.      | Гравець             |
| -- | ---- | --------- | ------------------- |
| 2  | ЗХ   | Аргентина | Серхіо Баррето      |
| 3  | ЗХ   | Мексика   | Алонсо Асевес       |
| 4  | ЗХ   | Бразилія  | Едуардо Бауерманн   |
| 5  | ПЗ   | Мексика   | Педро Педраса       |
| 6  | ПЗ   | Уругвай   | Сантьяго Хоменченко |
| 7  | НП   | Мексика   | Еміліо Родрігес     |
| 8  | ЗХ   | Мексика   | Браян Гонсалес      |
| 9  | НП   | Мексика   | Ілліан Ернандес     |
| 10 | НП   | Бразилія  | Джон Кеннеді        |
| 11 | НП   | Марокко   | Уссама Ідріссі      |
| 12 | НП   | Мексика   | Алексей Домінгес    |
| 13 | ВР   | Мексика   | Себастьян Хурадо    |
| 14 | ЗХ   | Мексика   | Карлос Санчес       |
| 15 | ПЗ   | Мексика   | Ісраель Луна        |
| 16 | ЗХ   | Уругвай   | Федеріко Перейра    |

| №  | Поз. | Нац.      | Гравець              |
| -- | ---- | --------- | -------------------- |
| 18 | ПЗ   | Аргентина | Агустін Палавесіно   |
| 19 | ПЗ   | Мексика   | Хав'єр Едуардо Лопес |
| 21 | ЗХ   | Мексика   | Хосе Кастільйо       |
| 22 | ЗХ   | Аргентина | Густаво Кабраль (к.) |
| 23 | НП   | Венесуела | Саломон Рондон       |
| 24 | ЗХ   | Мексика   | Луїс Родрігес        |
| 25 | ВР   | Мексика   | Карлос Морено        |
| 26 | ПЗ   | Мексика   | Алан Баутіста        |
| 27 | ПЗ   | Мексика   | Браян Гарсія         |
| 28 | ПЗ   | Мексика   | Еліас Монтіель       |
| 29 | НП   | Бразилія  | Кенеді               |
| 30 | НП   | Колумбія  | Авілес Уртадо        |
| 31 | ВР   | Мексика   | Хосе Еулохіо         |
| 32 | ПЗ   | Мексика   | Віктор Гусман        |
| 35 | ЗХ   | Мексика   | Хорхе Берланга       |

### Реал Мадрид
Головний тренер:  Хабі Алонсо
Іспанський клуб «Реал Мадрид» оголосив остаточний склад, у який потрапило 34 гравці.
| №  | Поз. | Нац.      | Гравець                  |
| -- | ---- | --------- | ------------------------ |
| 1  | ВР   | Бельгія   | Тібо Куртуа              |
| 2  | ЗХ   | Іспанія   | Данієль Карвахаль        |
| 3  | ЗХ   | Бразилія  | Едер Мілітао             |
| 4  | ЗХ   | Австрія   | Давід Алаба              |
| 5  | ПЗ   | Англія    | Джуд Беллінгем           |
| 6  | ПЗ   | Франція   | Едуарду Камавінга        |
| 7  | НП   | Бразилія  | Вінісіус Жуніор          |
| 8  | ПЗ   | Уругвай   | Федеріко Вальверде       |
| 9  | НП   | Франція   | Кіліан Мбаппе            |
| 10 | ПЗ   | Хорватія  | Лука Модрич (к.)         |
| 11 | НП   | Бразилія  | Родріго Гоес             |
| 12 | ЗХ   | Англія    | Трент Александер-Арнольд |
| 13 | ВР   | Україна   | Андрій Лунін             |
| 14 | ПЗ   | Франція   | Орельєн Чуамені          |
| 15 | ПЗ   | Туреччина | Арда Гюлер               |
| 16 | НП   | Бразилія  | Ендрік                   |
| 17 | ЗХ   | Іспанія   | Лукас Васкес             |

| №  | Поз. | Нац.      | Гравець         |
| -- | ---- | --------- | --------------- |
| 19 | ПЗ   | Іспанія   | Дані Себальйос  |
| 20 | ЗХ   | Іспанія   | Франс Гарсія    |
| 21 | НП   | Марокко   | Брахім Діас     |
| 22 | ЗХ   | Німеччина | Антоніо Рюдігер |
| 23 | ЗХ   | Франція   | Ферлан Менді    |
| 24 | ЗХ   | Іспанія   | Дін Гейсен      |
| 26 | ВР   | Іспанія   | Фран Гонсалес   |
| 29 | ЗХ   | Марокко   | Юсі             |
| 30 | НП   | Іспанія   | Гонсало Гарсія  |
| 31 | ЗХ   | Іспанія   | Хакобо Рамон    |
| 34 | ВР   | Іспанія   | Серхіо Местре   |
| 35 | ЗХ   | Іспанія   | Рауль Асенсіо   |
| 36 | ПЗ   | Іспанія   | Чема Андрес     |
| 41 | ЗХ   | Іспанія   | Хесус Фортеа    |
| 43 | ЗХ   | Іспанія   | Дієго Агуадо    |
| 44 | ПЗ   | Іспанія   | Віктор Муньйос  |
| 50 | ПЗ   | Іспанія   | Маріо Мартін    |

### Ред Булл (Зальцбург)
Головний тренер:  Томас Леч
Австрійський клуб «Ред Булл» (Зальцбург) оголосив остаточний склад, у який потрапило 28 гравців.
| №  | Поз. | Нац.      | Гравець            |
| -- | ---- | --------- | ------------------ |
| 1  | ВР   | Австрія   | Александер Шлагер  |
| 2  | ЗХ   | Данія     | Якоб Расмуссен     |
| 5  | ПЗ   | Малі      | Сумаїла Діабате    |
| 6  | ЗХ   | Австрія   | Самсон Байду       |
| 8  | НП   | Японія    | Сота Кітано        |
| 9  | НП   | Австрія   | Карім Онісіво      |
| 11 | НП   | Бельгія   | Йорбе Вертессен    |
| 13 | ЗХ   | Німеччина | Франс Кретциг      |
| 14 | ПЗ   | Данія     | Мауріц К'єргор     |
| 15 | ПЗ   | Малі      | Мамаді Діамбу      |
| 16 | ПЗ   | Японія    | Кавамура Такуму    |
| 18 | ПЗ   | Данія     | Мадс Бідструп (к.) |
| 20 | НП   | Гана      | Едмунд Байду       |
| 21 | НП   | Сербія    | Петар Ратков       |

| №  | Поз. | Нац.      | Гравець              |
| -- | ---- | --------- | -------------------- |
| 22 | ЗХ   | Австрія   | Штефан Лайнер        |
| 23 | ЗХ   | Франція   | Жоан Гаду            |
| 28 | НП   | Данія     | Адам Дагім           |
| 30 | ПЗ   | Ізраїль   | Оскар Глух           |
| 36 | ЗХ   | Швеція    | Джон Меллберг        |
| 37 | ЗХ   | Австрія   | Тім Траммер          |
| 38 | ПЗ   | Австрія   | Валентін Зульцбахер  |
| 41 | ВР   | Німеччина | Йонас Крумрай        |
| 43 | НП   | Швейцарія | Енріке Агілар        |
| 44 | ЗХ   | Австрія   | Яннік Шустер         |
| 45 | НП   | Малі      | Доржелес Нене        |
| 49 | НП   | Малі      | Мусса Єо             |
| 52 | ВР   | Австрія   | Крістіан Завешицький |
| 92 | ВР   | Австрія   | Салко Хамзич         |

## Статистика

### Футболісти за країнами
| Гравець | Національність             |
| ------- | -------------------------- |
| 142     | Бразилія                   |
| 103     | Аргентина                  |
| 54      | Іспанія                    |
| 50      | Португалія                 |
| 41      | Мексика                    |
| 39      | Сполучені Штати Америки    |
| 36      | Франція · Італія           |
| 35      | Німеччина                  |
| 32      | Марокко                    |
| 31      | Південна Африка            |
| 29      | Японія                     |
| 27      | Південна Корея             |
| 25      | Англія · Саудівська Аравія |
| 24      | Уругвай                    |
| 23      | Єгипет · Туніс             |
| 21      | Нова Зеландія              |
| 15      | Колумбія                   |
| 13      | Австрія                    |

|   | Національність |
| - | --- |
| 9 | Бельгія · Швеція |
| 8 | Малі · Нідерланди · Норвегія · Об'єднані Арабські Емірати |
| 6 | Чилі · Хорватія · Парагвай · Швейцарія · Туреччина · Венесуела |
| 5 | Данія · Еквадор · Ніґерія · Сербія |
| 4 | Алжир · Польща |
| 3 | Канада · Гана · Греція · Сенегал · Словенія · Україна |
| 2 | Албанія · Анґола · Камерун · Кот-д'Івуар · Сальвадор · Ізраїль · Люксембург |
| 1 | Вірменія · Боснія і Герцеговина · Буркіна-Фасо · Китай · Конго · Домініканська Республіка · Габон · Грузія · Гватемала · Гвінея · Гаяна · Гаїті · Гондурас · Іран · Ямайка · Косово · Мартиніка · Чорногорія · Мозамбік · Намібія · Палестина · Перу · Ірландія · Росія · Словаччина · Сирія · Танзанія · Того · Уганда · Узбекистан · Зімбабве |

### Тренери за країнами
| No. | Національність          | Тренери |
| --- | ----------------------- | --- |
| 5   | Аргентина               | Хав'єр Маскерано (Інтер Маямі), Мартін Ансельмі (Порту), Дієго Сімеоне (Атлетіко), Мігель Анхель Руссо (Бока Хуніос), Марсело Гальярдо (Рівер Плейт) |
| 5   | Іспанія                 | Хосе Рівейро (Аль-Аглі), Луїс Енріке (ПСЖ), Доменек Торрент (Монтеррей), Пеп Гвардіола (Манчестер Сіті), Хабі Алонсо (Реал Мадрид)                   |
| 4   | Португалія              | Абел Феррейра (Палмейрас), Ренато Пайва (Ботафогу), Бруну Лажи (Бенфіка), Мігел Кардозу (Мамелоді Саундаунз)                                         |
| 2   | Бразилія                | Філіпе Луїс (Фламенго), Ренато Гаушо (Флуміненсе) |
| 2   | Хорватія                | Niko Kovač (Боруссія), Ігор Тудор (Ювентус) |
| 2   | Італія                  | Енцо Мареска (Челсі), Сімоне Індзагі (Аль-Хіляль) |
| 2   | Сполучені Штати Америки | Браян Шметцер (Сіетл Саундерз), Стів Черундоло (Лос-Анджелес)                                                                                        |
| 1   | Бельгія                 | Венсан Компані (Баварія) |
| 1   | Німеччина               | Томас Леч (Ред Булл) |
| 1   | Мексика                 | Хайме Лосано (Пачука) |
| 1   | Марокко                 | Мохамед Амін Бенхачем (Відад) |
| 1   | NZL                     | Пол Поса / Іван Віцеліч (Окленд Сіті) |
| 1   | Польща                  | Мацей Скоржа (Урава Ред Даймондс) |
| 1   | Румунія                 | Крістіан Ківу (Інтер) |
| 1   | Сербія                  | Владимир Івич (Аль-Айн) |
| 1   | Південна Корея          | Кім Пхан Кон (Ульсан Хьонде) |
| 1   | Туреччина               | Магер Канзарі (Есперанс) |